# Нуева Росита (Сан Хуан де Сабинас)
Нуева Росита (шп. Nueva Rosita) насеље је у Мексику у савезној држави Коавила у општини Сан Хуан де Сабинас. Насеље се налази на надморској висини од 390 м.

## Становништво
Према подацима из 2010. године у насељу је живело 38158 становника.

### Хронологија
| Година       | 2000                  | 2005                  | 2010                  |
| ------------ | --------------------- | --------------------- | --------------------- |
| Становништво | 36974 (18019 / 18955) | 36639 (17947 / 18692) | 38158 (18744 / 19414) |

### Попис
| \| \| м \| \| \| ж \| \| 0—2 \| 941 \| \| \| 845 \| \| 3—5 \| 904 \| \| \| 923 \| \| 6—11 \| 2.115 \| \| \| 2.010 \| \| 12—14 \| 1.002 \| \| \| 998 \| \| 15—17 \| 1.035 \| \| \| 1.056 \| \| 18—24 \| 2.152 \| \| \| 2.104 \| \| 60+ \| 2.232 \| \| \| 2.710 \| \| Просек : \| 31,1 \| \| \| 32,3 \| |       |  |  |       |
| |       |  |  |       |
| | м     |  |  | ж     |
| 0—2 | 941   |  |  | 845   |
| 3—5 | 904   |  |  | 923   |
| 6—11 | 2.115 |  |  | 2.010 |
| 12—14 | 1.002 |  |  | 998   |
| 15—17 | 1.035 |  |  | 1.056 |
| 18—24 | 2.152 |  |  | 2.104 |
| 60+ | 2.232 |  |  | 2.710 |
| Просек : | 31,1  |  |  | 32,3  |

| #   | Индикатор                                                                                        | Вредност |
| --- | ------------------------------------------------------------------------------------------------ | -------- |
| 1   | Становништво од 0 до 2 године                                                                    | 1786     |
| 2   | Мушко становништво од 0 до 2 године                                                              | 941      |
| 3   | Женско становништво од 0 до 2 године                                                             | 845      |
| 4   | Становништво са 3 и више година                                                                  | 35634    |
| 5   | Мушко становништво са 3 и више година                                                            | 17435    |
| 6   | Женско становништво са 3 и више година                                                           | 18199    |
| 7   | Становништво са 5 и више година                                                                  | 34396    |
| 8   | Мушко становништво са 5 и више година                                                            | 16835    |
| 9   | Женско становништво са 5 и више година                                                           | 17561    |
| 10  | Становништво са 12 и више година                                                                 | 29682    |
| 11  | Мушко становништво са 12 и више година                                                           | 14416    |
| 12  | Женско становништво са 12 и више година                                                          | 15266    |
| 13  | Становништво са 15 и више година                                                                 | 27682    |
| 14  | Мушко становништво са 15 и више година                                                           | 13414    |
| 15  | Женско становништво са 15 и више година                                                          | 14268    |
| 16  | Становништво са 18 и више година                                                                 | 25591    |
| 17  | Мушко становништво са 18 и више година                                                           | 12379    |
| 18  | Женско становништво са 18 и више година                                                          | 13212    |
| 19  | Становништво од 3 до 5 година                                                                    | 1827     |
| 20  | Мушко становништво од 3 до 5 година                                                              | 904      |
| 21  | Женско становништво од 3 до 5 година                                                             | 923      |
| 22  | Становништво од 6 до 11 година                                                                   | 4125     |
| 23  | Мушко становништво од 6 до 11 година                                                             | 2115     |
| 24  | Женско становништво од 6 до 11 година                                                            | 2010     |
| 25  | Становништво од 8 до 14 година                                                                   | 4841     |
| 26  | Мушко становништво од 8 до 14 година                                                             | 2451     |
| 27  | Женско становништво од 8 до 14 година                                                            | 2390     |
| 28  | Становништво од 12 до 14 година                                                                  | 2000     |
| 29  | Мушко становништво од 12 до 14 година                                                            | 1002     |
| 30  | Женско становништво од 12 до 14 година                                                           | 998      |
| 31  | Становништво од 15 до 17 година                                                                  | 2091     |
| 32  | Мушко становништво од 15 до 17 година                                                            | 1035     |
| 33  | Женско становништво од 15 до 17 година                                                           | 1056     |
| 34  | Становништво од 18 до 24 године                                                                  | 4256     |
| 35  | Мушко становништво од 18 до 24 године                                                            | 2152     |
| 36  | Женско становништво од 18 до 24 године                                                           | 2104     |
| 37  | Женско становништво од 15 до 49 година                                                           | 9532     |
| 38  | Становништво са 60 и више година                                                                 | 4942     |
| 39  | Мушко становништво са 60 и више година                                                           | 2232     |
| 40  | Женско становништво са 60 и више година                                                          | 2710     |
| 41  | Однос између мушкараца и жена                                                                    | 96.55    |
| 42  | Становништво од нуле до 14 година                                                                | 9738     |
| 43  | Становништво од 15 до 64 године                                                                  | 24203    |
| 44  | Становништво од 65 година и више                                                                 | 3479     |
| 45  | Просечан број деце                                                                               | 2.28     |
| 46  | Становништво рођено у ентитету                                                                   | 35289    |
| 47  | Мушко становништво рођено у ентитету                                                             | 17333    |
| 48  | Женско становништво рођено у ентитету                                                            | 17956    |
| 49  | Становништво рођено у другом ентитету                                                            | 1684     |
| 50  | Мушко становништво рођено у другом ентитету                                                      | 821      |
| 51  | Женско становништво рођено у другом ентитету                                                     | 863      |
| 52  | Становништво од 5 година и више резидентно у ентитету у јуну 2005. године                        | 33587    |
| 53  | Мушко становништво старосног доба од 5 година и више, резидентно у ентитету у јуну 2005. године  | 16358    |
| 54  | Женско становништво старосног доба од 5 и више година, резидентно у ентитету у јуну 2005. године | 17229    |
| 55  | Становништво од 5 година и више које је живело у другом ентитету у јуну 2005. године             | 301      |
| 56  | Мушко становништво старије од 5 година које је живело у другом ентитету у јуну 2005. године      | 156      |
| 57  | Женско становништво старије од 5 година које је живело у другом ентитету у јуну 2005. године     | 145      |
| 58  | Становништво од 3 године и више које говори аутохтони језик                                      | 51       |
| 59  | Мушко становништво старо 3 године и више које говори аутохтони језик                             | 37       |
| 60  | Женско становништво старо 3 године и више које говори аутохтони језик                            | 14       |
| 61  | Становништво од 3 године и више које говори аутохтони језик и не говори шпански језик            | 0        |
| 62  | Мушко становништво старо 3 године и више које говори аутохтони језик и не говори шпански         | 0        |
| 63  | Женско становништво старо 3 године и више које говори аутохтони језик и не говори шпански језик  | 0        |
| 64  | Становништво старо 3 године и више које говори аутохтони језик и шпански                         | 23       |
| 65  | Мушко становништво старо 3 године и више које говори аутохтони језик и шпански                   | 16       |
| 66  | Женско становништво старо 3 године и више које говори аутохтони језик и шпански                  | 7        |
| 67  | Становништво од 5 година и више које говори аутохтони језик                                      | 50       |
| 68  | Становништво од 5 година и више које говори аутохтони језик и не говори шпански језик            | 0        |
| 69  | Становништво од 5 година и више које говори аутохтони језик и говори шпански језик               | 23       |
| 70  | Становништво у домородачким домаћинствима                                                        | 115      |
| 71  | Становништво са ограничењима у активностима                                                      | 2395     |
| 72  | Становништво са ограниченим ходањем или кретањем, горе или доле                                  | 1457     |
| 73  | Становници са ограничењима вида, чак и уз кориштење сочива                                       | 559      |
| 74  | Становништво са ограничењима говора, комуникације или конверзације                               | 203      |
| 75  | Становништво са ограниченим слухом                                                               | 281      |
| 76  | Становништво са ограничењима при одевању, купању или јелу                                        | 143      |
| 77  | Становништво са ограничењима у опажању или учењу једноставних ствари                             | 78       |
| 78  | Становништво са менталним ограничењима                                                           | 174      |
| 79  | Становништво без ограничења активности                                                           | 34906    |
| 80  | Становништво од 3 до 5 година које не похађа школу                                               | 686      |
| 81  | Мушко становништво од 3 до 5 година које не похађа школу                                         | 346      |
| 82  | Женско становништво од 3 до 5 година које не похађа школу                                        | 340      |
| 83  | Становништво од 6 до 11 година које не похађа школу                                              | 79       |
| 84  | Мушко становништво од 6 до 11 година које не похађа школу                                        | 45       |
| 85  | Женско становништво од 6 до 11 година које не похађа школу                                       | 34       |
| 86  | Становништво од 12 до 14 година које не похађа школу                                             | 115      |
| 87  | Мушко становништво од 12 до 14 година које не похађа школу                                       | 68       |
| 88  | Женско становништво од 12 до 14 година које не похађа школу                                      | 47       |
| 89  | Становништво од 15 до 17 година похађа школу                                                     | 1451     |
| 90  | Мушко становништво од 15 до 17 година похађа школу                                               | 717      |
| 91  | Женско становништво између 15 и 17 година живота у школи                                         | 734      |
| 92  | Становништво од 18 до 24 године похађа школу                                                     | 1313     |
| 93  | Мушко становништво од 18 до 24 године похађа школу                                               | 655      |
| 94  | Женско становништво од 18 до 24 године похађа школу                                              | 658      |
| 95  | Становништво од 8 до 14 година које не може да чита и пише                                       | 95       |
| 96  | Мушко становништво старосног доба од 8 до 14 година које не може да чита и пише                  | 59       |
| 97  | Женско становништво старосног доби од 8 до 14 година које не може да чита и пише                 | 36       |
| 98  | Становништво од 15 година и више које је неписмено                                               | 504      |
| 99  | Мушко становништво од 15 година и више које је неписмено                                         | 252      |
| 100 | Женско становништво од 15 година и више које је неписмено                                        | 252      |
| 101 | Становништво старо 15 и више година без школовања                                                | 704      |
| 102 | Мушко становништво старо 15 и више година без школовања                                          | 346      |
| 103 | Женско становништво старо 15 и више година без школовања                                         | 358      |
| 104 | Становништво старосног доба 15 и више година са непотпуним основним образовањем                  | 2358     |
| 105 | Мушко становништво старосног доба од 15 година и више са непотпуном основним образовањем         | 1130     |
| 106 | Женско становништво старосног доба 15 и више година са непотпуном основним образовањем           | 1228     |
| 107 | Становништво старо 15 и више година са комплетним основним образовањем                           | 4804     |
| 108 | Мушко становништво старо 15 година и више са комплетним основним образовањем                     | 2465     |
| 109 | Женско становништво старо 15 и више година са комплетним основним образовањем                    | 2339     |
| 110 | Становништво старосног доба 15 и више година са непотпуним средњим образовањем                   | 1283     |
| 111 | Мушко становништво старосног доба од 15 година и више са непотпуним средњим образовањем          | 704      |
| 112 | Женско становништво старосног доба од 15 година и више са непотпуним средњим образовањем         | 579      |
| 113 | Становништво старо 15 и више година са пуним секундарном образовањем                             | 6737     |
| 114 | Мушко становништво старосног доба од 15 година и више са пуним секундарном образовањем           | 3337     |
| 115 | Женско становништво старосног доба од 15 година и више са пуним секундарном образовањем          | 3400     |
| 116 | Становништво старије од 18 година са постосновним образовањем                                    | 9979     |
| 117 | Мушко становништво старије од 18 година са постосновним образовањем                              | 4773     |
| 118 | Женско становништво старије од 18 година са постосновним образовањем                             | 5206     |
| 119 | Просечна оцена школовања                                                                         | 9.44     |
| 120 | Просечан ниво образовања мушке популације                                                        | 9.39     |
| 121 | Просечан ниво образовања женског становништва                                                    | 9.49     |
| 122 | Економски активно становништво                                                                   | 14117    |
| 123 | Економски активна мушка популација                                                               | 9703     |
| 124 | Економски активна женска популација                                                              | 4414     |
| 125 | Становништво које није економски активно                                                         | 15482    |
| 126 | Мушко становништво које није економски активно                                                   | 4657     |
| 127 | Женско становништво које није економски активно                                                  | 10825    |
| 128 | Запослено становништво                                                                           | 13205    |
| 129 | Запослено мушко становништво                                                                     | 8962     |
| 130 | Запослено женско становништво                                                                    | 4243     |
| 131 | Незапослена популација                                                                           | 912      |
| 132 | Незапослена мушка популација                                                                     | 741      |
| 133 | Незапослена женска популација                                                                    | 171      |
| 134 | Становништво без права на здравствене услуге                                                     | 4875     |
| 135 | Становништво које има право на здравствене услуге                                                | 32509    |
| 136 | Становништво које има право на ИМСС                                                              | 24014    |
| 137 | Становништво које има право на социјално осигурање                                               | 3443     |
| 138 | Становништво које има право на државно социјално осигурање                                       | 59       |
| 139 | Становништво које има право на опште осигурање или здравствено осигурање за нову генерацију      | 5248     |
| 140 | Становништво које је било једном или није било у браку током 12 година и више                    | 8878     |
| 141 | Венчано или уједињено становништво од 12 година и више                                           | 17127    |
| 142 | Становништво које је било у браку или уједињено 12 година и више                                 | 3643     |
| 143 | Становништво са католичком религијом                                                             | 27371    |
| 144 | Протестанти, еванђелисти и библијски следбеници различити од еванђелиста                         | 6604     |
| 145 | Становништво са другим религијама различитим од претходних                                       | 21       |
| 146 | Становништво без религије                                                                        | 3199     |
| 147 | Укупно пописаних домаћинства                                                                     | 10728    |
| 148 | Пописна домаћинства на челу са мушкарцима                                                        | 8125     |
| 149 | Пописна домаћинства на челу са женама                                                            | 2603     |
| 150 | Становништво у пописним домаћинствима                                                            | 37408    |
| 151 | Становништво у пописним домаћинствима на челу са мушкарцима                                      | 29800    |
| 152 | Становништво у пописним домаћинствима на челу са женама                                          | 7608     |
| 153 | Укупно домаћинстава                                                                              | 12658    |
| 154 | Укупно насељених домаћинстава                                                                    | 10973    |
| 155 | Укупно приватних кућа                                                                            | 12413    |
| 156 | Насељени приватни домови                                                                         | 10728    |
| 157 | Укупно насељених приватних кућа                                                                  | 10971    |
| 158 | Ненасељене приватне куће                                                                         | 1169     |
| 159 | Појединачна домаћинства за привремену употребу                                                   | 516      |
| 160 | Становници у насељеним приватним кућама                                                          | 37408    |
| 161 | Насељеност станара у приватним становима                                                         | 3.49     |
| 162 | Просечно становника по соби у приватним насељеним домаћинствима                                  | 0.83     |
| 163 | Појединачна домаћинства са подовима од различитих материјала од земље                            | 10575    |
| 164 | Појединачна домаћинства у приземљу                                                               | 119      |
| 165 | Појединачна домаћинства са једном спаваћом собом                                                 | 3412     |
| 166 | Појединачна домаћинства са две спаваће собе и више                                               | 7277     |
| 167 | Појединачна домаћинства са једним собом                                                          | 341      |
| 168 | Појединачна домаћинства са две собе                                                              | 1207     |
| 169 | Појединачна домаћинства са 3 собе и више                                                         | 9138     |
| 170 | Појединачна домаћинства која имају електрично светло                                             | 10535    |
| 171 | Појединачна домаћинства која немају електрично светло                                            | 170      |
| 172 | Појединачна домаћинства која имају водоводну воду у стамбеном простору                           | 10563    |
| 173 | Појединачна домаћинства која немају водоводну воду у стамбеном простору                          | 130      |
| 174 | Појединачна домаћинства која имају тоалет                                                        | 10556    |
| 175 | Појединачна домаћинства која имају канализацију                                                  | 10367    |
| 176 | Појединачна домаћинства која немају канализацију                                                 | 323      |
| 177 | Појединачна домаћинства која имају електрично светло, довод воде из јавне мреже и канализацију   | 10223    |
| 178 | Појединачна домаћинства без икаквих услова                                                       | 66       |
| 179 | Појединачна домаћинства која имају радио                                                         | 9746     |
| 180 | Појединачна домаћинства која имају телевизор                                                     | 10453    |
| 181 | Појединачна домаћинства која имају фрижидер                                                      | 10318    |
| 182 | Појединачна домаћинства која имају машину за веш                                                 | 9621     |
| 183 | Појединачна домаћинства која имају аутомобил или комби                                           | 7045     |
| 184 | Појединачна домаћинства која имају рачунар                                                       | 3840     |
| 185 | Појединачна домаћинства која имају фиксну телефонску линију                                      | 6557     |
| 186 | Појединачна домаћинства која имају мобилни телефон                                               | 7580     |
| 187 | Појединачна домаћинства која имају приступ интернету                                             | 2892     |
| 188 | Величина локације                                                                                | 9        |